# Imeraguen jezik
Imeraguen jezik (imraguen; ISO 639-3: ime), neklasificirani jezik kojim danas govori oko 530 ljudi 2000) u okolici Nouakchotta, od rta Cape Timiris do Nouadhiboua, Mauritanija.
Porijeklo ribarskog plemena Imeraguen je od prastanovnika Mauritanije poznatih pod imenom Bafouri ili Bafuti, koje su u prvom mileniju zamijenili Berberi. Kako su postali vazali arapskih plemena Beni Ḥassān, posebno onih što su u 19. stoljeću uvezli čaj u Mauritaniju, Ouled Bou Sba, mnogi su preuzeli njihov jezik hassaniyya.